# Contea di Ziebach
La contea di Ziebach ( in inglese Ziebach County ) è una contea dello Stato del Dakota del Sud, negli Stati Uniti. La popolazione al censimento del 2000 era di 2 519 abitanti. Il capoluogo di contea è Dupree.